# Angitia
Angitia (también como Angita o Anguita) era una diosa de los marsos, los pelignos y otros pueblos osco-umbros del centro de Italia. 
En la antigüedad fue asociada a los encantadores de serpientes, que la reclamaban como su antepasada.
Servio relata una tradición que la identificaba con un personaje proveniente de la mitología griega: cuando Medea huía de Atenas, se refugió en Italia y fue conocida como Angitia. Enseñó a los nativos cómo encantar serpientes y les instruyó para curar mordeduras de serpiente. Sin embargo, según un escrito de Gayo Gelio recogido por Solino, Angitia era una de las hijas de Eetes y por tanto hermana de Medea.
Como las serpientes se asocian a menudo con las artes curativas de la antigüedad, se cree que Angitia era principalmente una diosa de la curación. Tenía poderes de brujería, magia y medicina. También se le atribuyó una amplia gama de poderes sobre las serpientes, incluido el de matar a las serpientes con un toque.